# Mercedes-Benz BlueZero

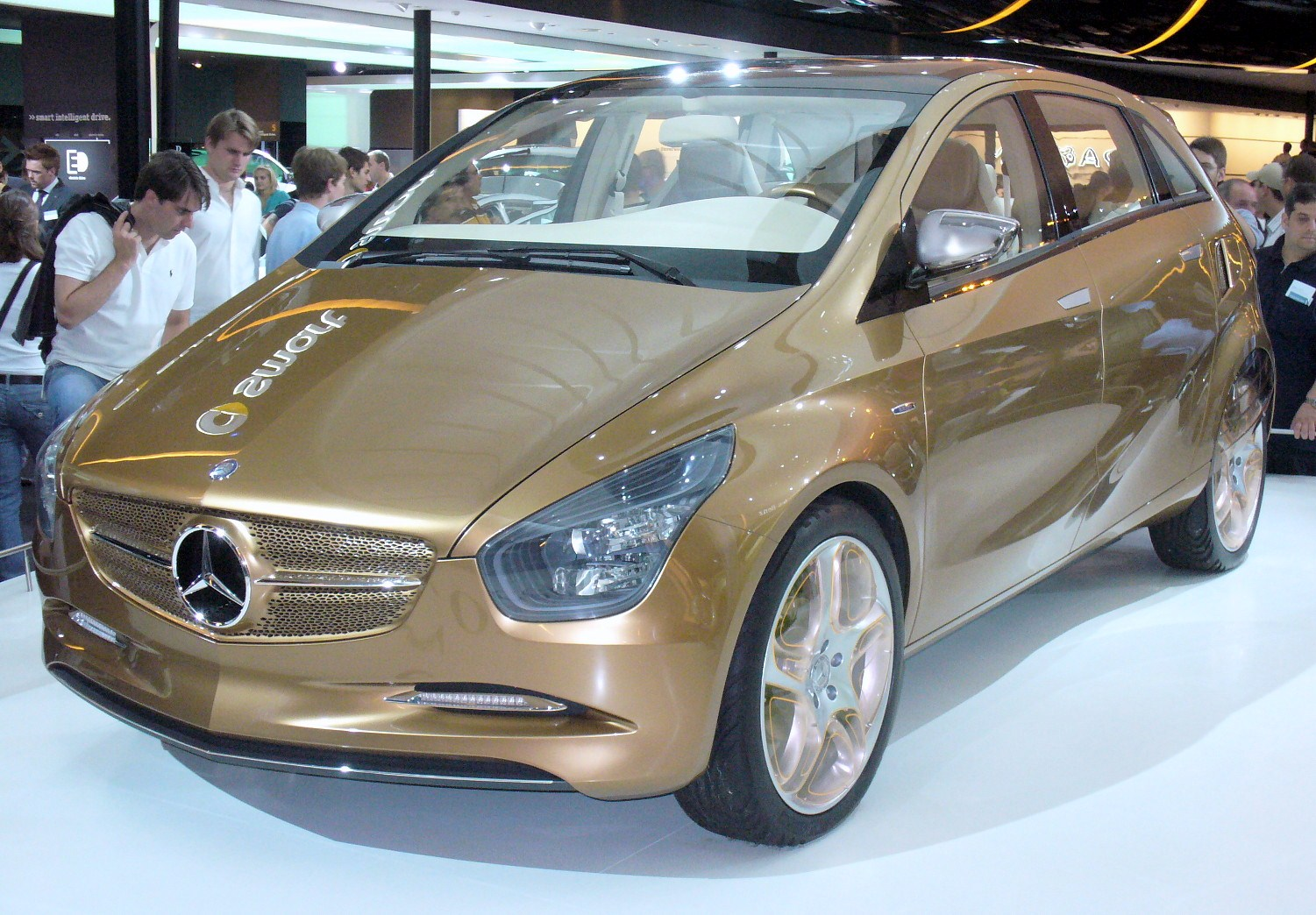
BlueZero E-CELL PLUS

Mercedes-Benz BlueZero ist eine automobile Studie der Daimler AG, bei der die alternative Antriebstechnik des Wagens größtenteils in dem Sandwichboden unter der Fahrgastzelle untergebracht ist. Somit ermöglicht der Hersteller ein größeres Innenraumvolumen. Der Name BlueZero spielt auf den Null-Emissionen-Ausstoß und den resultierenden Beitrag der Umweltverträglichkeit der Studie an.
Laut Daimler ist BlueZero ein modulares Konzept, das in drei unterschiedlichen Modellen mit verschiedenen Antriebskonzepten vorkommt: BlueZERO E-Cell, F-Cell und E-Cell PLUS. Als Basis wird die Mercedes-Benz A-Klasse und B-Klasse genutzt. Die Wagen haben fünf erhöhte Sitzplätze, rund 450 Kilogramm Zuladung und über 500 Liter Gepäckraum. Die Modelle teilen sich wesentliche technische Komponenten.

## Modelle

### BlueZERO E-CELL
Der Mercedes-Benz BlueZERO E-CELL ist ein Elektroauto. Er verfügt über einen batterie-elektrischen Antrieb und eine rein elektrische Reichweite von bis zu 200 Kilometer. Diese Version wurde auf der Detroiter Automobilshow im Januar 2009 vorgestellt. Das Modell ähnelt der B-Klasse F-Cell, verfügt anstatt über Brennstoffzellen und Wasserstofftank über Elektromotor und Lithium-Ionen-Batterien.

### BlueZERO F-CELL
Der Mercedes-Benz BlueZERO F-CELL ist ein Brennstoffzellenfahrzeug und erzielt gemäß Neuer Europäischer Fahrzeugzyklus (NEFZ) eine elektrische Reichweite von deutlich über 400 Kilometer ohne Emissionen.

### BlueZERO E-CELL PLUS
Der Mercedes-Benz BlueZERO E-CELL PLUS ist ausgestattet mit Elektroantrieb und zusätzlichem Verbrennungsmotor als Stromgenerator. Dieser dient als Range Extender, um die Reichweite des Fahrzeuges weiter zu erhöhen. Diese E-CELL-PLUS-Version erzielt eine Gesamtreichweite von bis zu 600 Kilometer und fährt rein elektrisch bis zu 100 Kilometer weit. Diese Version wurde auf der IAA in Frankfurt im September 2009 vorgestellt.